# Kunvald
Kunvald (en allemand : Kunwald) est un bourg (městys) du district d'Ústí nad Orlicí, dans la région de Pardubice, en République tchèque. Sa population s'élevait à 941 habitants en 2024.

## Géographie
Kunvald se trouve à 6 km au nord-nord-est de Žamberk, à 19 km au nord-nord-est d'Ústí nad Orlicí, à 53 km à l'est-nord-est de Pardubice et à 148 km à l'est de Prague.
La commune est limitée par Rokytnice v Orlických horách au nord-ouest, par Bartošovice v Orlických horách au nord-est, par Klášterec nad Orlicí à l'est, par Líšnice et Žamberk au sud, par Kameničná et Pěčín à l'ouest.

## Histoire
La localité a été fondée dans la seconde moitié du XIIIe siècle.

## Galerie

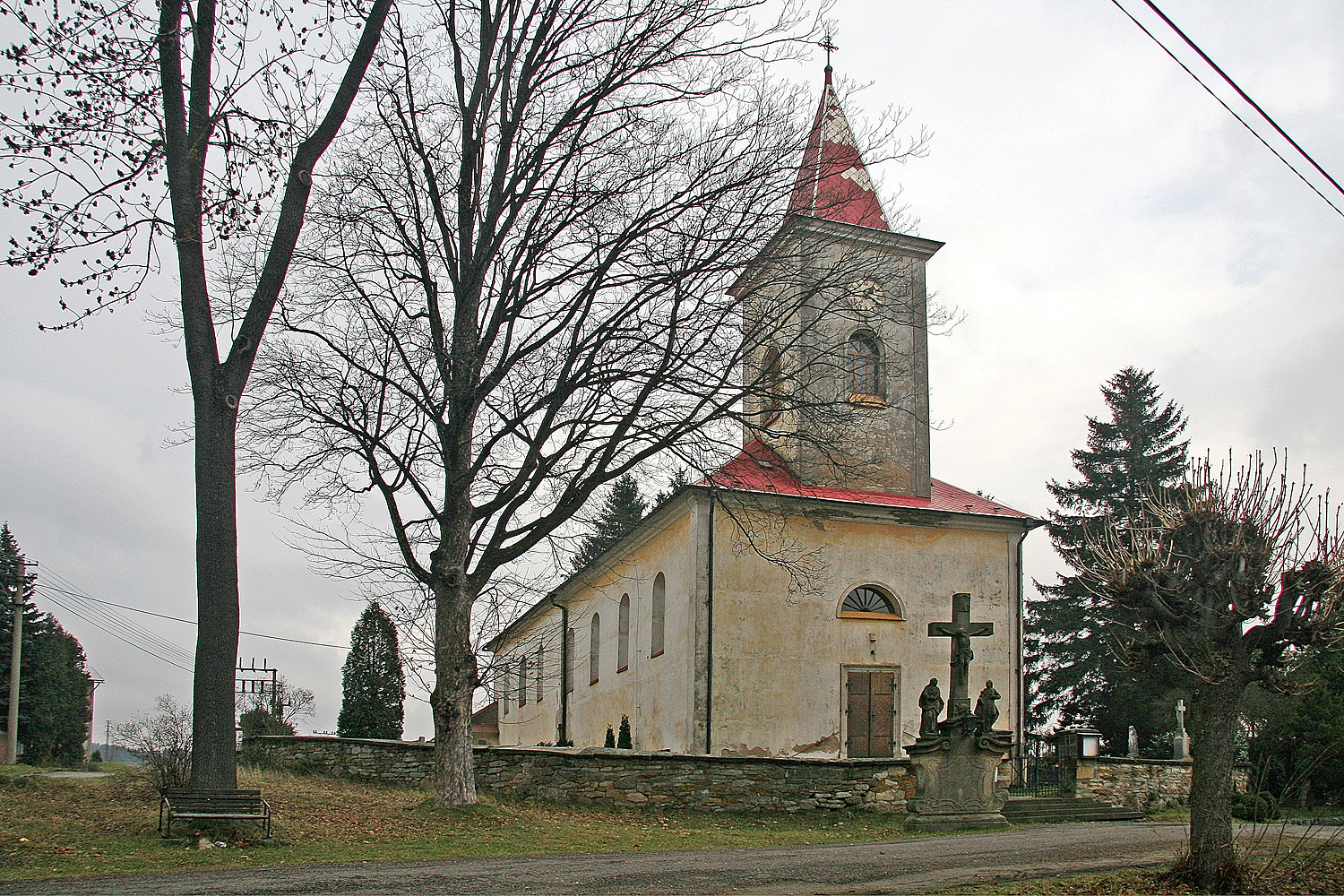
Église Saint-Georges.
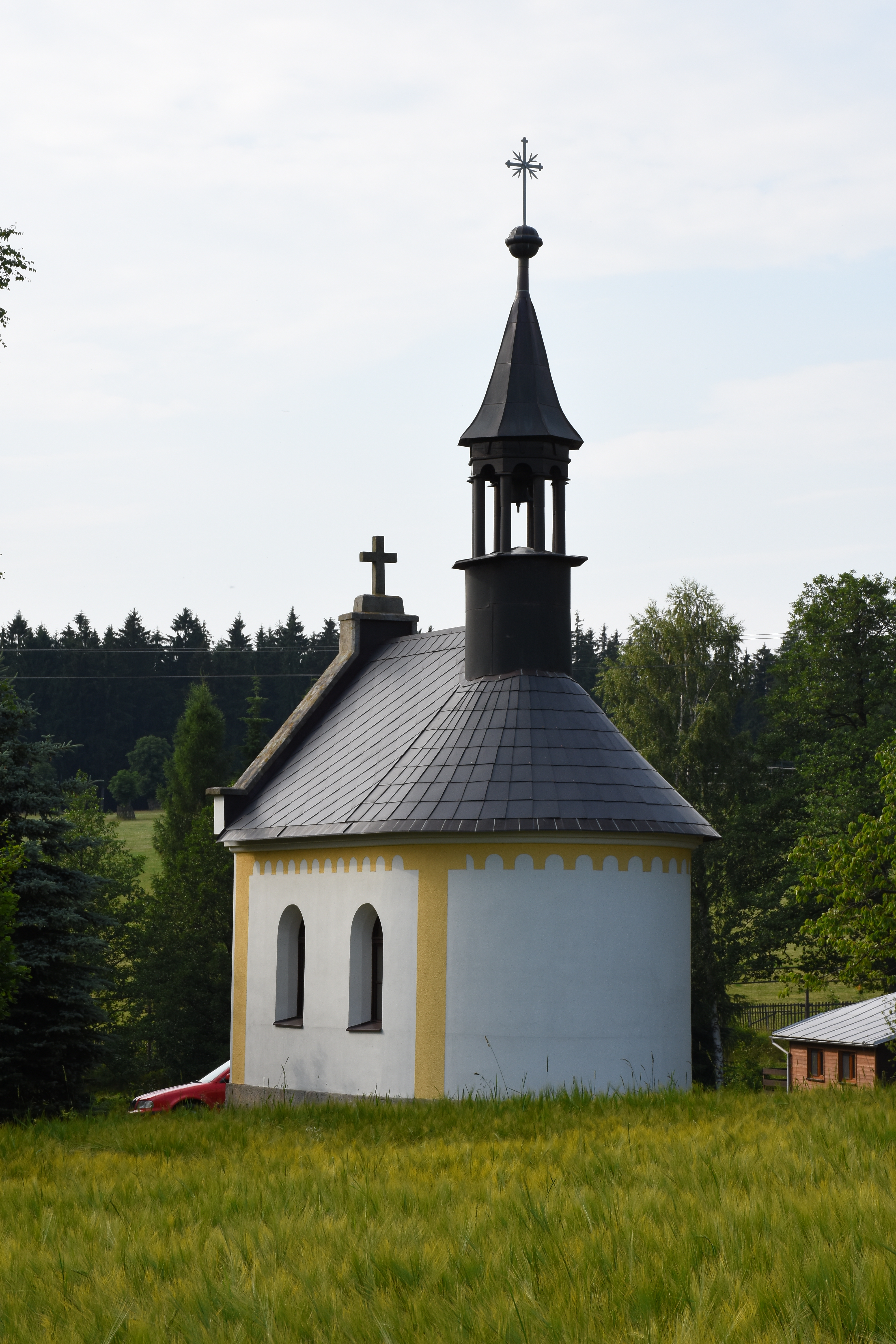
Chapelle à Zaječiny.
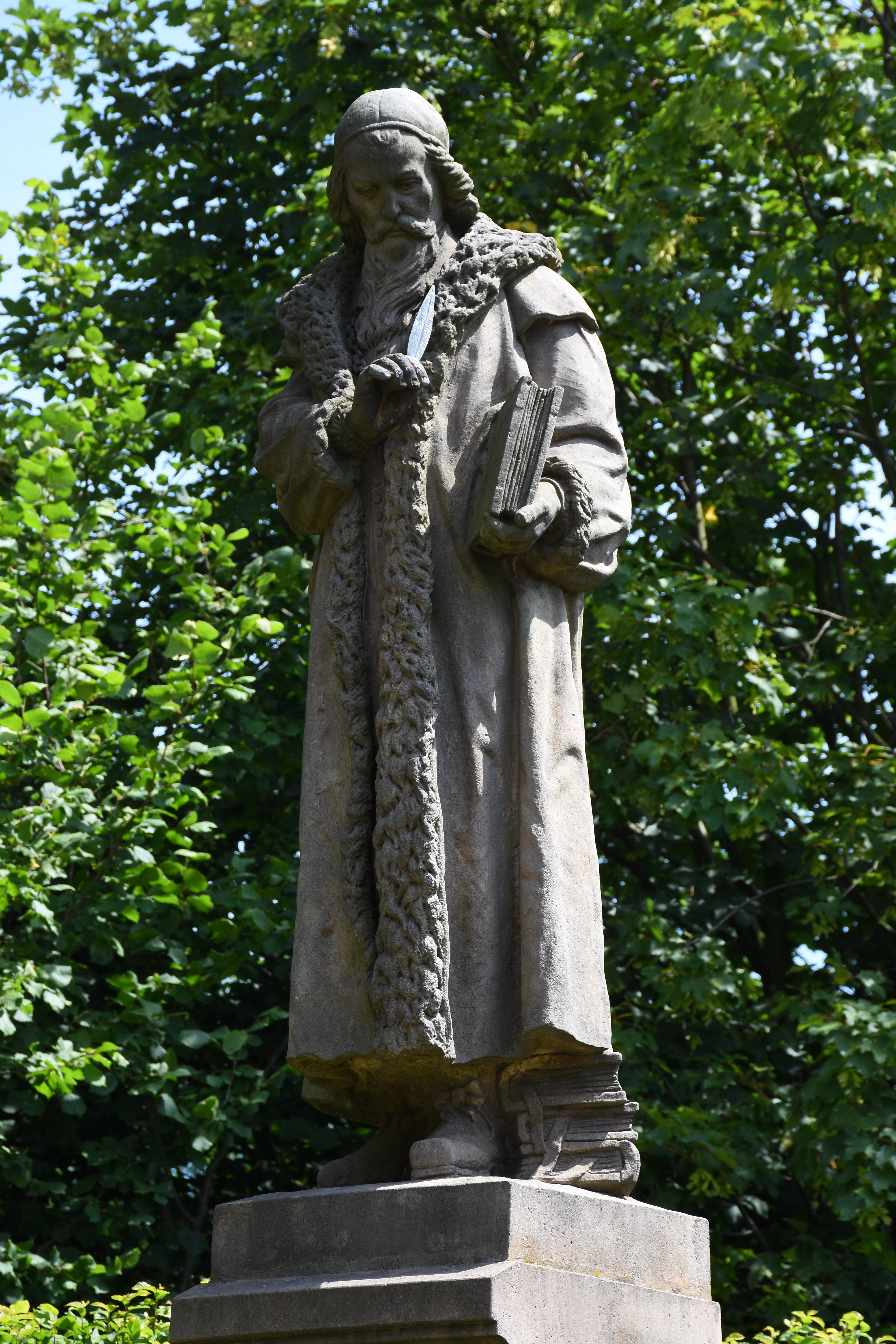
Statue de Comenius.

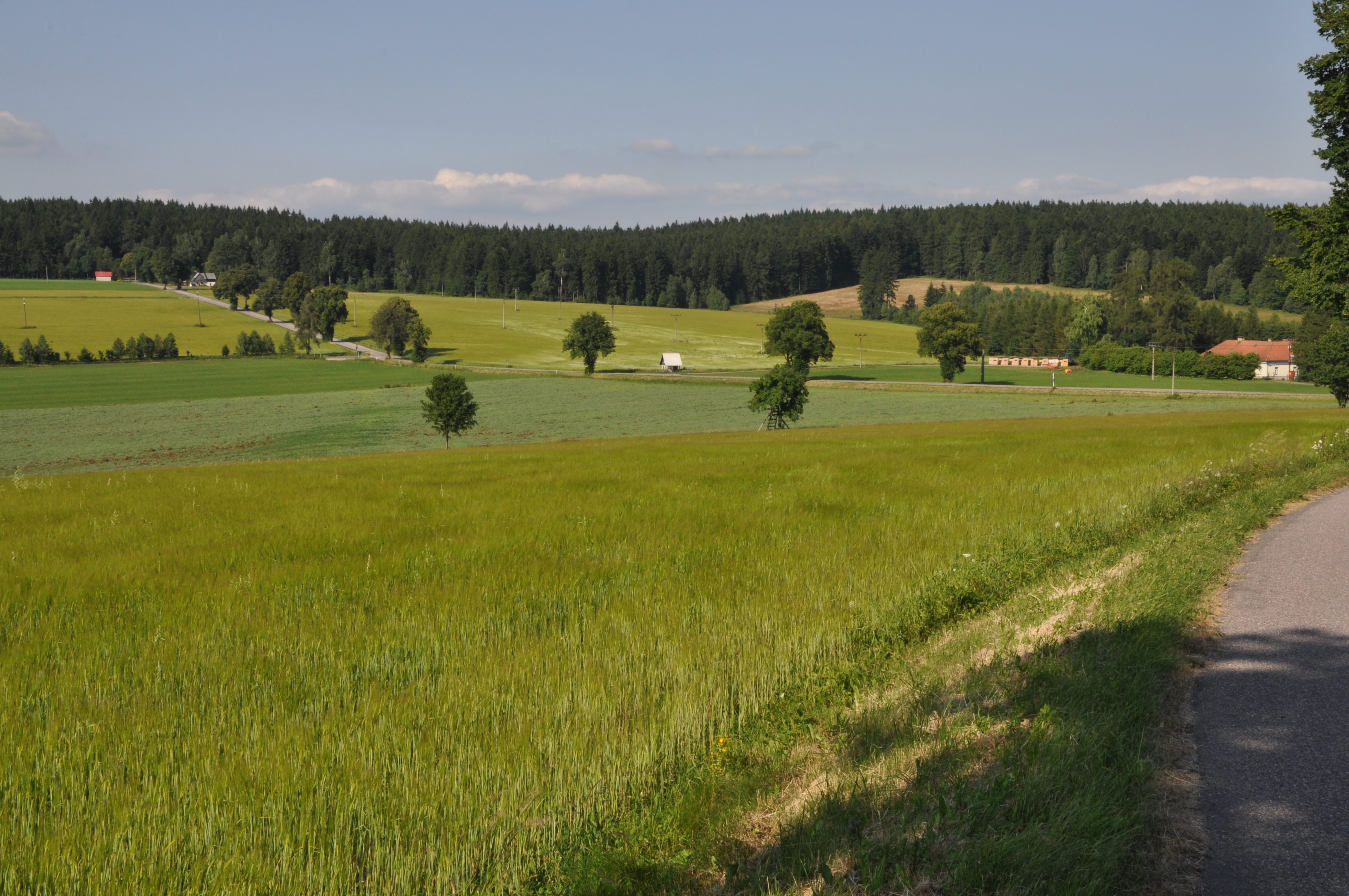
Zaječiny.
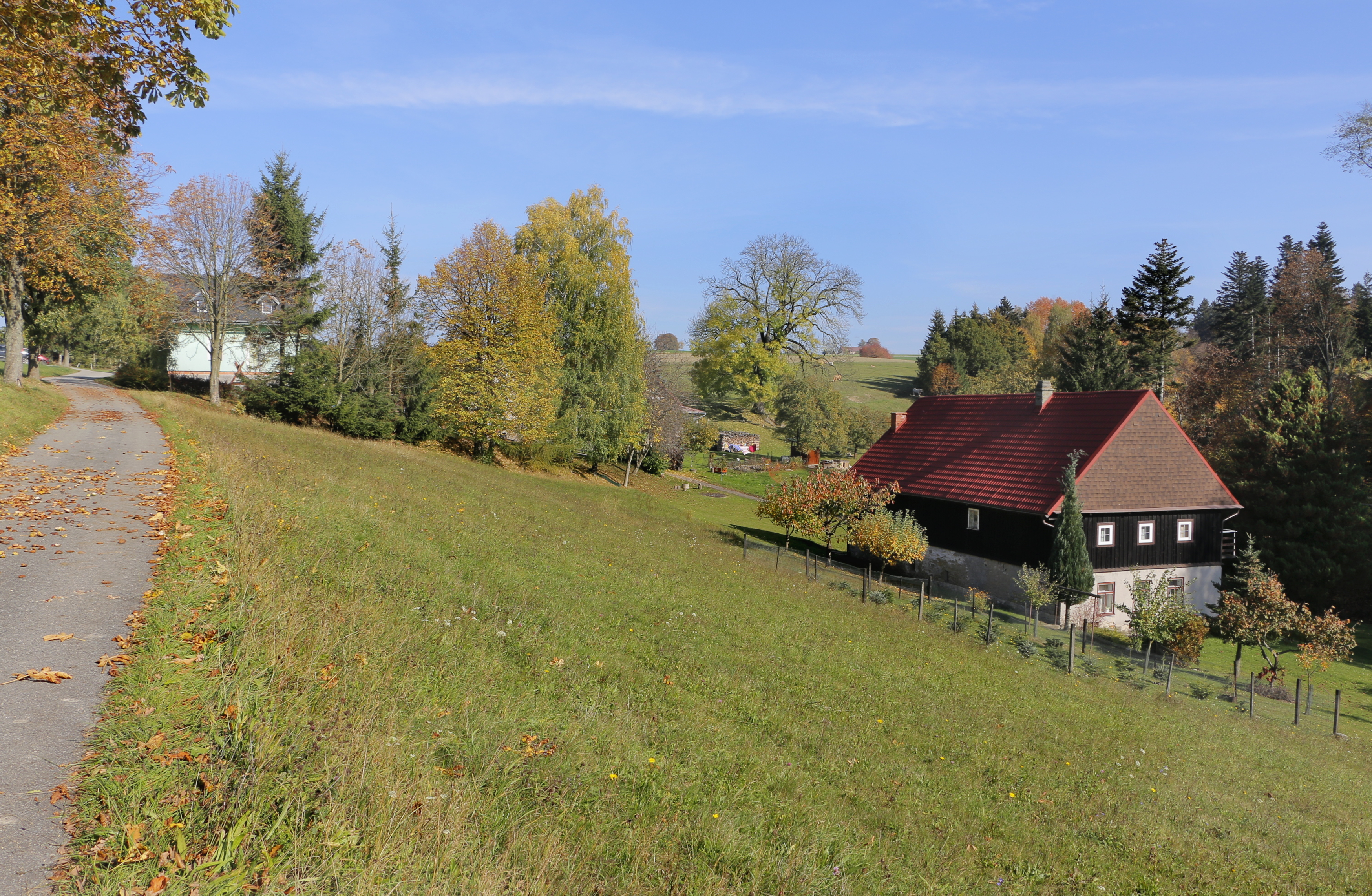
Přední Důl.
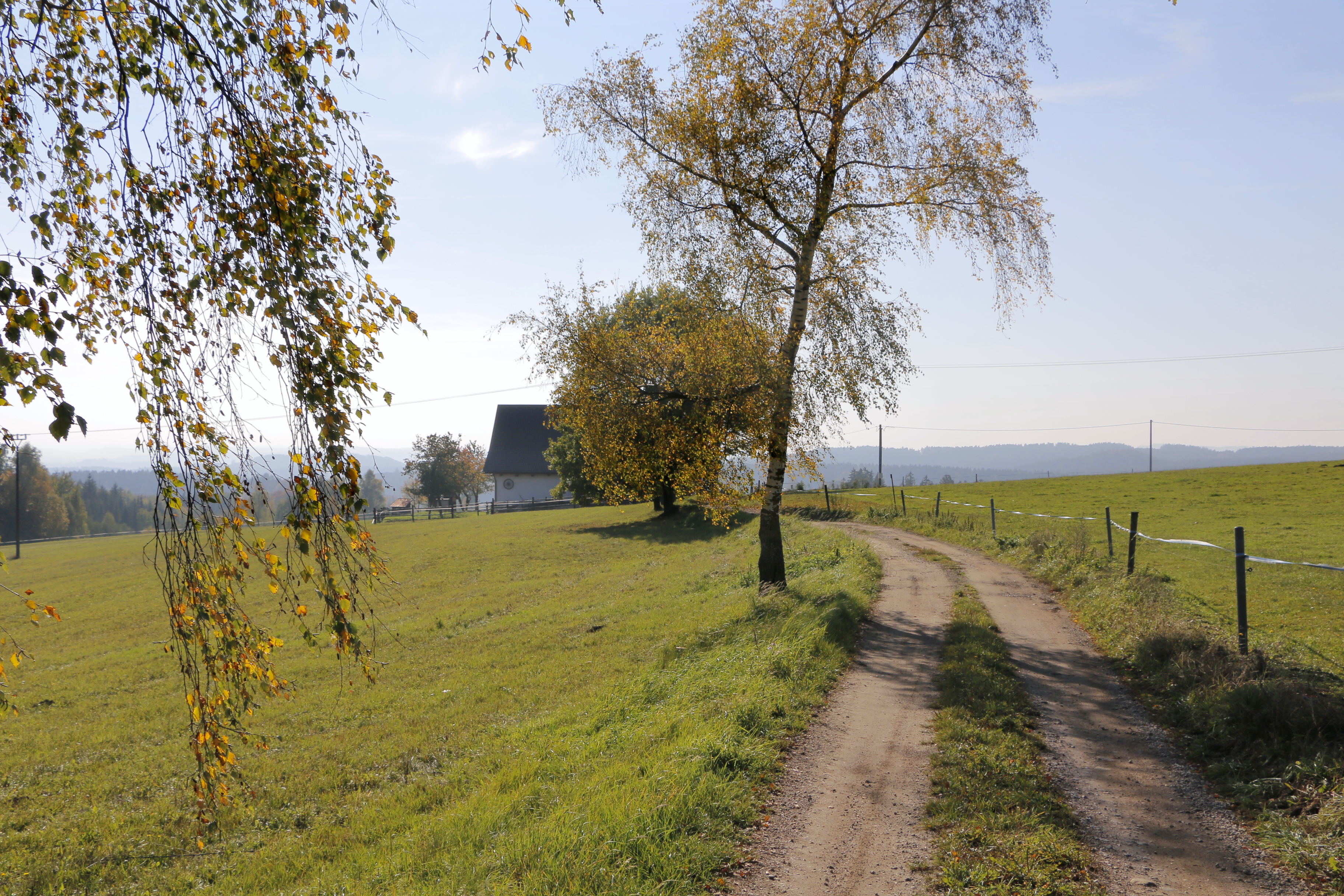
Záhory.

## Transports
Par la route, Kunvald trouve à 6 km de Žamberk, à 25 km d'Ústí nad Orlicí, à 72 km de Pardubice et à 179 km de Prague. 